# 戴天
戴天（1935年—2021年5月8日），原名戴成義，男，廣東大埔人，香港作家。他是《現代文學》的編輯和創辦人之一；《盤古》雜誌編輯和創辦人之一；《八方》文藝季刊編輯顧問；《文化生活》出版社總編輯；《今日世界》出版社編輯、總編輯；《讀者文摘》高級編輯等。

## 生平
戴天生於毛里求斯，台灣大學外文系畢業後赴美國愛荷華大學深造，獲碩士學位。
1969年邀古蒼梧創辦影響深遠的「詩作坊」，開民間教研新詩之先河，著有散文集《無名集》、《渡渡這種鳥》、詩集《岣嶁山論辯》及《石頭的研究》。
晚年曾為香港信報專欄《乘遊錄》《鑿空談》作家。
當地時間2021年5月8日傍晚在多倫多逝世，終年84歲。

## 著作

### 詩集
- 《岣嶁山論辯》(1980)
- 《石頭的研究》(1987)
- 《戴天詩選》(1987)
- 《骨的呻吟》(2009)

### 雜文
- 《無名集》(1970)
- 《渡渡這種鳥》(1980）
- 《前97紀事》(四卷2001）

1.矮人看戲
2.人鳥哲學
3.囉哩哩囉
4.群鬼跳牆